# Philippe Gilbert
Philippe Gilbert (Remouchamps, 1982. július 5. –) belga profi országúti kerékpáros. A 2012-es országúti világbajnokság mezőnyversenyének győztese. 2011-ben 5 ilyen versenyen is győzött, ezzel megnyerte a 2011-es UCI World Tour pontversenyét. Mindegyik Grand Touron nyert már szakaszt (a Vueltán 2-t is), és viselte a sárga és a piros trikót (Tour de France, Vuelta ciclista a España).
2022-ben visszavonult a versenyzéstől.

## Győzelmei
2003
9. szakasz Tour de l'Avenir
pontverseny 
2004
 Összetett Paris–Corrèze
3. szakasz Tour Down Under
2005
4. szakasz Quatre Jours de Dunkerque
2. szakasz Tour Méditerranéen
Trophée des Grimpeurs
Tour du Haut-Var
Polynormande
Coupe de France de cyclisme sur route
2006
2. szakasz Critérium du Dauphiné Libéré
1. Omloop Het Volk
7. szakasz Eneco Tour of Benelux
1. GP de Wallonie
1. GP de Fourmies
2007
1. szakasz Tour du Limousin
2008
 Összetett Vuelta a Mallorca
1. Paris–Tours
1. Omloop Het Volk
Hegyi pontverseny, Tour Down Under
1. Trofeo Mallorca
1. Trofeo Soller
1. Le Samyn
2009
 Összetett Ster Elektrotoer
4. szakasz
1. Giro di Lombardia
1. Paris–Tours
20. szakasz Giro d’Italia
1. Giro del Piemonte
1. Coppa Sabatini
3. Ronde van Vlaanderen
4. Amstel Gold Race
4. Liège–Bastogne–Liège
6. Világbajnokság
2010
3. szakasz Vuelta a España
19. szakasz Vuelta a España
 a 3-7. szakaszon
1. Giro di Lombardia
1. szakasz Tour of Belgium
1. Amstel Gold Race
1. Giro del Piemonte
3. Gent–Wevelgem
3. Ronde van Vlaanderen
3. Liège–Bastogne–Liège
5. Flèche brabançonne
6. La Flèche Wallonne
9. Milan–Sanremo
2011
 Nemzeti országúti bajnok
 Összetett Tour of Belgium
3. szakasz
 Összetett Ster ZLM Toer
4. szakasz
1. szakasz Tour de France
 az 1. szakaszon
1. Liège–Bastogne–Liège
1. Amstel Gold Race
1. La Flèche Wallonne
1. Clásica de San Sebastián
1. Montepaschi Strade Bianche
1. Flèche brabançonne
1. Grand Prix Cycliste de Québec
2. Eneco Tour Összetett
3. szakasz Eneco Tour
3. Grand Prix Cycliste de Montréal
5. szakasz Tirreno-Adriatico
1. szakasz Volta ao Algarve
3. Milan–Sanremo
8. Giro di Lombardia
9. Ronde van Vlaanderen
2012
 1. Országúti kerékpáros világbajnokság, mezőnyverseny
1. 9. szakasz Vuelta a España
1. 19. szakasz Vuelta a España
3. La Flèche Wallonne
6. Amstel Gold Race

## Díjai, elismerései
- Az év belga sportolója (2009, 2010, 2011)[2]
- Vélo d'Or (2011)